# سرفة مفترضة
سرفة مفترضة (الاسم العلمي:Syrphus opinator) هو نوع من الحشرات يتبع جنس السرفة من الفصيلة السرفات.